# 더 재패니즈 하우스
더 재패니즈 하우스(The Japanese House, 1995년 7월 13일 ~ )는 잉글랜드의 싱어송라이터이다. BBC 사운드 오브 2017 후보였다.

## 음반 목록

### EP
- Pools to Bathe In (2015)
- Clean (2015)
- Swim Against the Tide (2016)